# Apriti sesamo (album)
| Recensione | Giudizio |
| ---------- | -------- |
| Rockol     |          |
| Ondarock   |          |

Apriti sesamo è il ventottesimo album in studio del cantautore italiano Franco Battiato, l'ultimo come solista e con soli brani inediti. È stato pubblicato il 23 ottobre 2012 su etichetta Universal.
Nel 2013 ne è uscita una versione interamente cantata in lingua spagnola intitolata Ábrete Sésamo, e una con due brani cantati in inglese col titolo Open Sesame.

## Descrizione
L'album unisce pop e classica con sprazzi di elettronica.
Il primo singolo estratto dal disco è Passacaglia, in radio dal 5 ottobre 2012. Da segnalare la presenza alla chitarra di Simon Tong, ex Verve, alla batteria di Gavin Harrison, all'organo Hammond di Carlo Boccadoro e al basso di Faso, bassista di Elio e le Storie Tese. Oltre all'adattamento di Passacaglia della vita del musicista cinquecentesco Stefano Landi (Passacaglia, il singolo che ha anticipato il disco) Battiato riprende anche temi musicali di Christoph Willibald Gluck (da Orfeo e Euridice, in Caliti junku) e di Rimskij-Korsakov (da Sherazade, nel brano finale Apriti Sesamo).Aurora presenta nel testo versi del poeta arabo-siciliano Ibn Hamdis, adattati da Nabil Salameh e con una strofa finale di Sgalambro; Un irresistibile richiamo contiene citazioni di Santa Teresa d'Avila mentre in Testamento la citazione dantesca del ventiseiesimo canto dell'Inferno "fatti non foste a viver come bruti, ma per seguir virtute e canoscenza" contiene due piccolissime licenze. Tutte le musiche sono di Franco Battiato mentre i testi, oltre che composti dallo stesso Battiato, contengono tutti un contributo più o meno esteso di Manlio Sgalambro.
La canzone Eri con me è stata scritta appositamente per Alice che l'ha inclusa nel suo album Samsara e viene in questo disco riproposta da Battiato con un arrangiamento differente. Stessa sorte per Aurora, che è stata inserita nel 2013 da Ornella Vanoni nel suo album Meticci in una versione più ristretta.
A dicembre 2012 l'album viene certificato disco d'oro per le oltre 30 000 copie vendute.

## Tracce
Le tracce sono pubblicate su "edizioni L'Ottava s.r.l., Universal Music Italia s.r.l.". Testi di Manlio Sgalambro e Franco Battiato, musiche di Franco Battiato.

### Edizione italiana
1. Un irresistibile richiamo - 3:37
2. Testamento - 3:36
3. Quand'ero giovane - 3:44
4. Eri con me - 4:00
5. Passacaglia - 3:24
6. La polvere del branco - 3:59
7. Caliti junku - 3:21
8. Aurora - 3:44
9. Il serpente - 3:37
10. Apriti sesamo - 3:33

### Edizione spagnola
1. Un irresistible reclamo
2. Mi testamento
3. Cuando era joven
4. Estabas conmigo
5. Pasacalle
6. El polvo del rebaño
7. Pliégate junco
8. Tráeme la luz
9. La serpiente
10. Ábrete sésamo

### Edizione inglese
1. Un irresistibile richiamo - 3:37
2. Testamento - 3:36
3. Quand'ero giovane - 3:44
4. Eri con me - 4:00
5. Passacaglia - 3:24
6. La polvere del branco - 3:59
7. Caliti junku - 3:21
8. Aurora - 3:44
9. Il serpente - 3:37
10. Apriti sesamo - 3:33
11. The Will - 3:36
12. The Dust of the Pack - 3:59

## Formazione
- Franco Battiato – voce
- Simon Tong – chitarra
- Carlo Guaitoli – pianoforte
- Carlo Boccadoro – organo Hammond
- Faso – basso
- Gavin Harrison – batteria
- Gianluca Ruggeri – percussioni in "Aurora"
- Pino "Pinaxa" Pischetola – programmazione, percussioni
- Nuovo quartetto italiano – archi:
  - Alessandro Simoncini – violino
  - Luigi Mazza – violino
  - Demetrio Camuzzi – viola
  - Luca Simoncini – violoncello
- Chiara Vergati – cori in "Testamento", "La polvere del branco", "Caliti Junku"

### Classifiche
| Nazione | Classifica                      | Massima posizione |
| ------- | ------------------------------- | ----------------- |
| Italia  | FIMI                            | 1                 |
| Spagna  | Productores de Música de España | 21                |